# Länsväg AC 656
Länsväg AC 656, även kallad Holmö Kyrkväg, är en kortare övrig länsväg i Umeå kommun i Västerbottens län (Västerbotten) som går genom Holmöns by på Holmön i Holmöns distrikt (Holmöns socken). Vägen är cirka 700 meter lång, asfalterad och ansluter i båda ändar till Länsväg AC 655 (Holmö Byaväg). Hastighetsgränsen är 70 km/h. Vägen har Bärighetsklass 2.
Vägen ansluter till:
- Länsväg AC 655 (i Holmöns by)
- Länsväg AC 656.01 (i Holmöns by)
- Länsväg AC 655 (i Holmöns by)